# 航空郵件

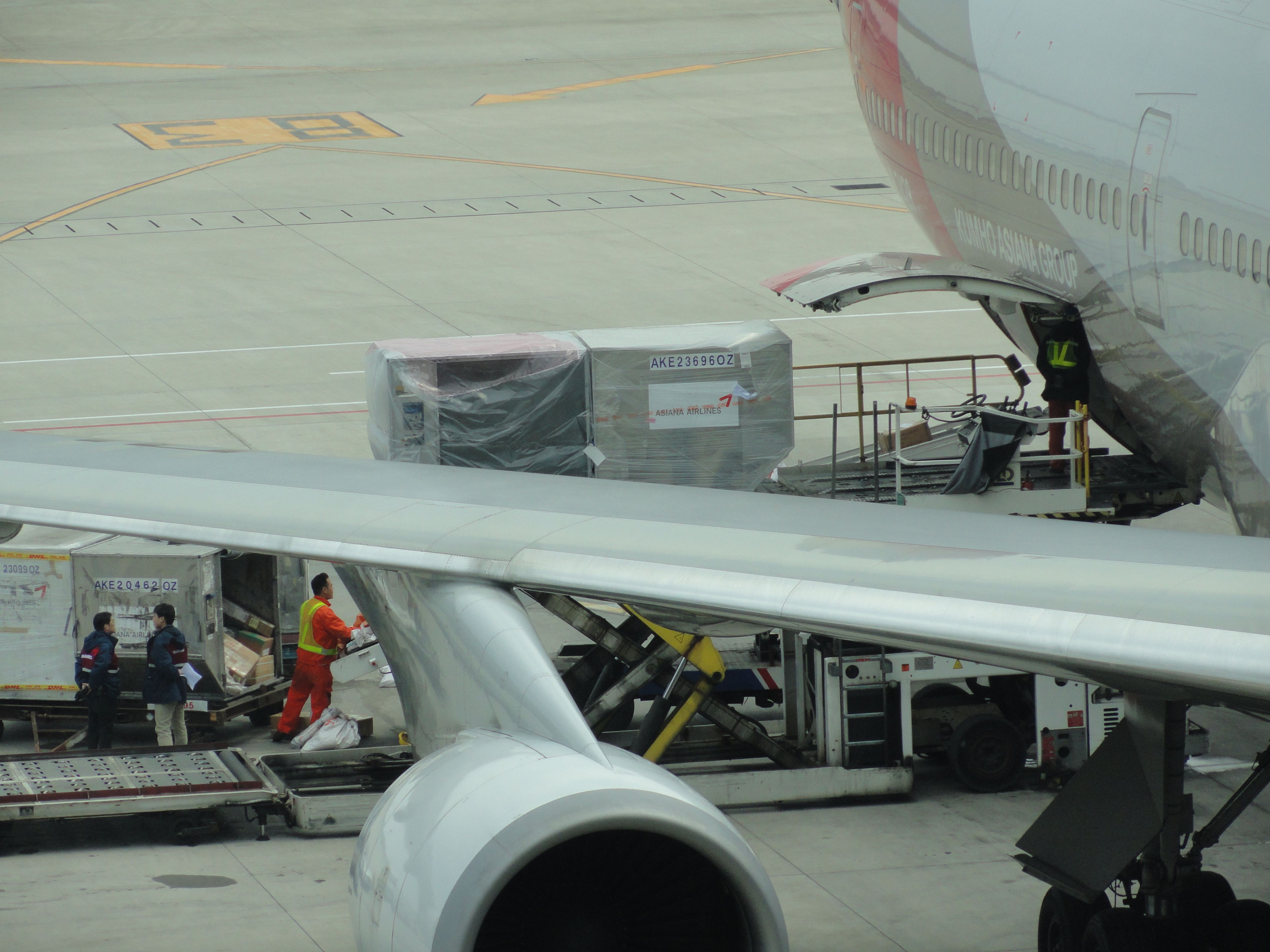
一架运输航空包裹的飞机

航空郵件是指利用飞行器进行的地区或国际间的信件、包裹邮寄方式。这种邮寄方式相对于地面运输速度更快，实现长距离郵件在数小时或一两天之内送达。然而这种方式的成本也更高。对于跨洋等超长距离邮件，航空郵件也几乎是唯一能够使用的方式。在数十年来，航空郵件无论在服务还是分类上都有别于普通郵件，一些地方还专门成立了航空郵件投递公司。航空郵件投递速度普遍较快，但是根据郵件的紧急程度和资费，速度也有不同。

## 历史
世界上第一封正式的航空邮件在1911年9月9日在英国投递成功。第一个航空信件服务于1920年10月19日在哥伦比亚建立。澳大利亚的第一个航空邮件在1921年12月5日寄出。从那以后，所有的从澳大利亚寄出的邮件都是通过飞行器进行的。而这种信件的邮戳也与其他信件邮戳不同。在20世纪中叶起，航空郵件逐渐在世界上大部分地区普及，成为长距离运输的一种主要形式。进入二十一世纪由于互联网的普及，航空郵件又逐渐被电子邮件取代，但物品包裹和一些特殊文件（例如学校申请表）依然通过航空传递。

## 辨认

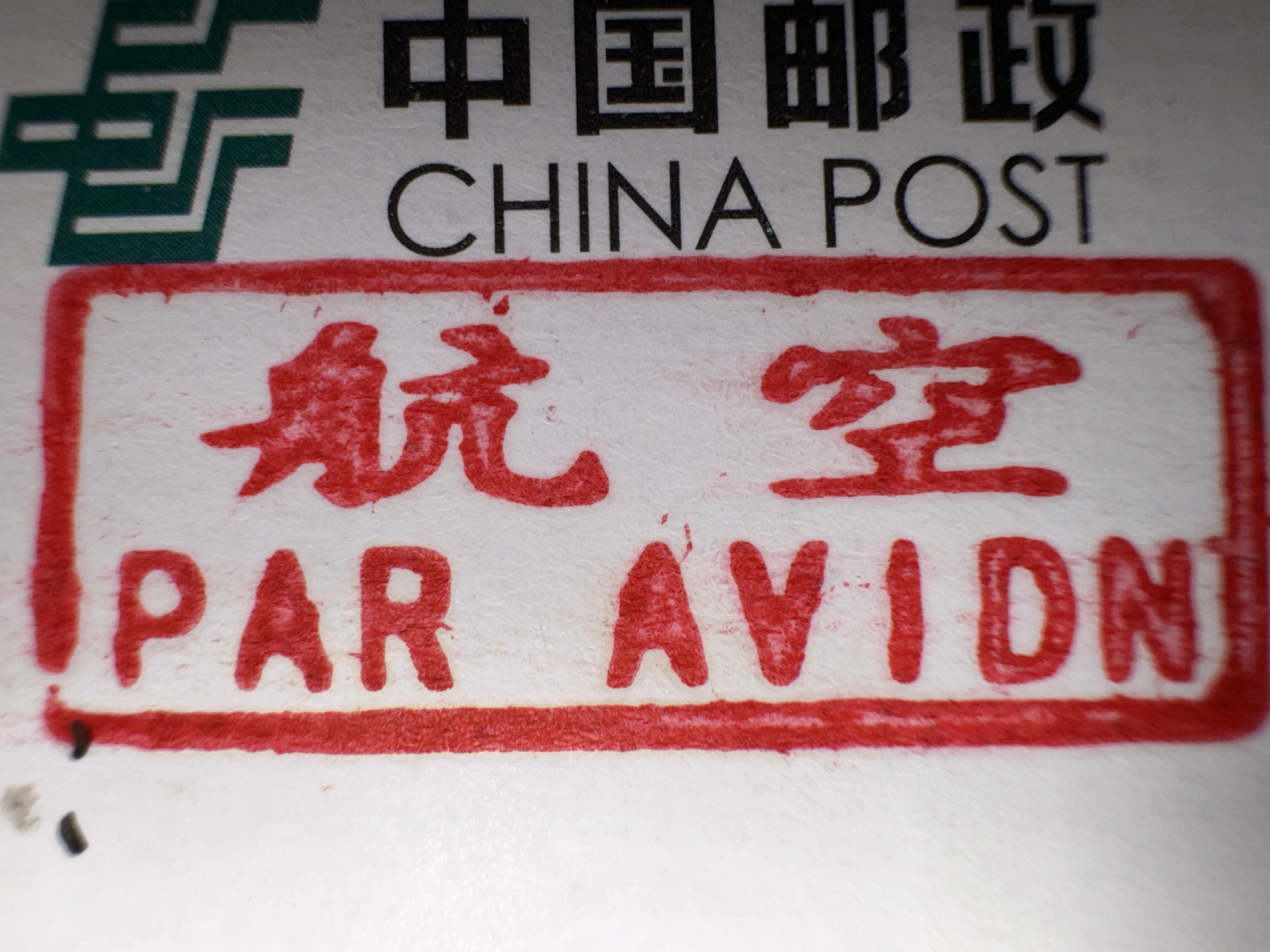
中国邮政官方“航空”印章

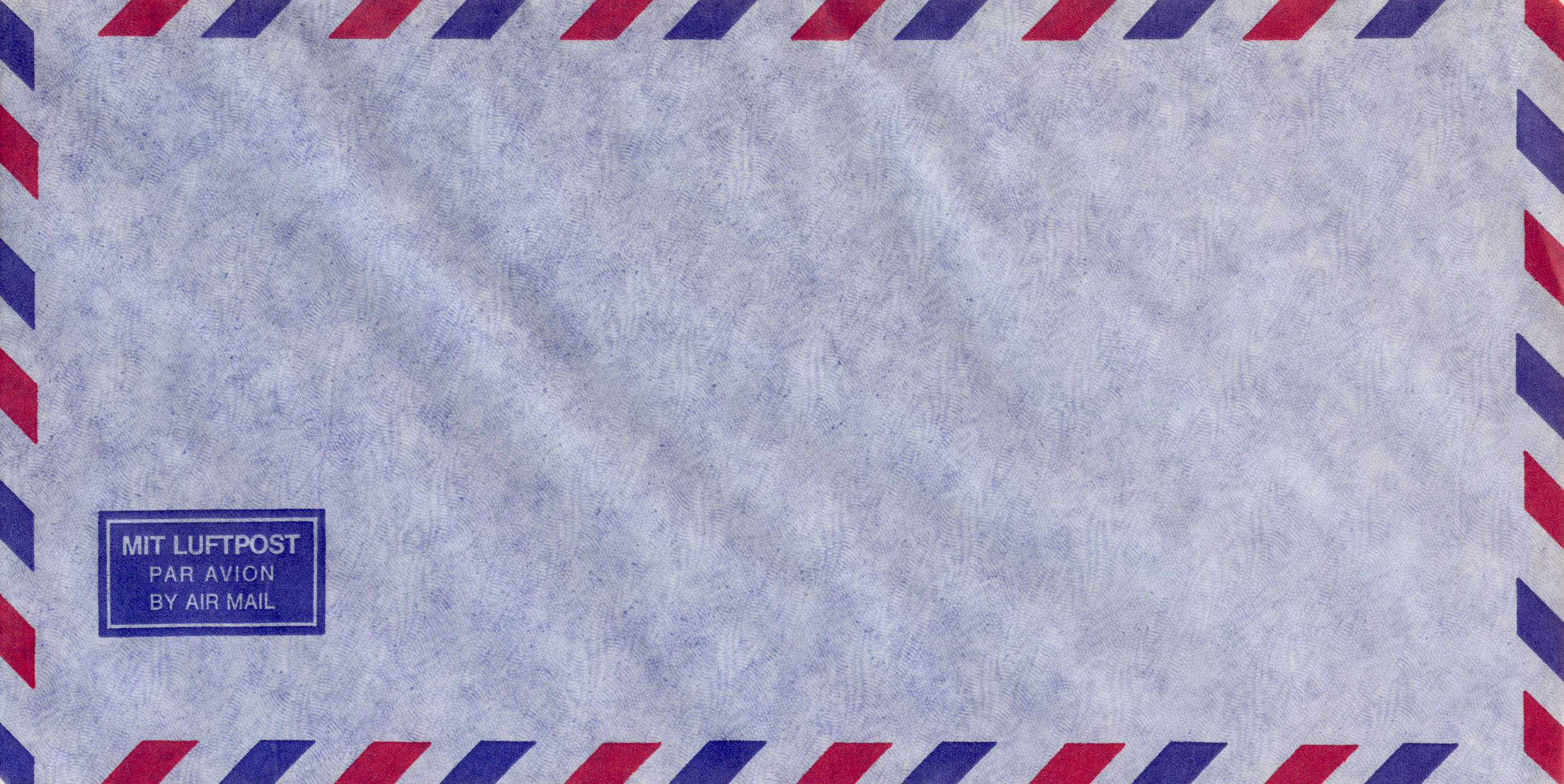
一枚来自德国的航空信封，左下角蓝色方框内从上至下印有德语、法语和英语的“空邮”字样。

航空郵件信封上一般会有法语或英语字样，也可以在信封或明信片是粘贴航空贴纸。一些集邮爱好者专门收集带有这种字样的邮件。
中国邮政会在信封或明信片上盖“航空”印章。

## 特点
航空郵件最显著的特点是速度快。相对于普通船舶运输，航空郵件可以在不到一天内完成跨洋运输，而船舶则可能需要数十天。极大方便了跨洋信息通信的效率。由于其速度快的特点，使得跨洋传输一些有严格保质期限制的物品成为可能（比如一些药品）。不仅是普通通讯，在紧急情况（比如救灾），相关救济物品也会藉由飞机快速运输到目的地。
由于航空郵件是由高成本的飞机执行运输，所以航空郵件运输的成本也较普通邮件为高，有时甚至是普通运输（水陆路运输）的数倍。此外根据资费等级不同，同一地点送到同一目的地的郵件速度也有所不同，紧急邮件可以在数小时内直接送达，但资费相当贵；普通航空邮件资费相对较为便宜，但运输公司为节省成本，中途需要转机或等待，耗费较多时间。